# Kinesisk snyltekølle
Kinesisk snyltekølle (Ophiocordyceps sinensis) er en svampeart, der er kendt for at leve som parasit på sommerfuglelarver, der herefter dør og mumificeres. Ud af larvens hoved vokser svampens frugtlegeme. Den mumificerede larve og frugtlegemet anvendes i kinesisk og tibetansk folkemedicin, hvor den har en lang historie. Den indsamles ved håndkraft og er meget værdsat som bl.a. afrodisiakum. Som følge af høje priser fungerer den også som et statussymbol. På tibetansk kaldes den yartsa gunbu (དབྱར་རྩྭ་དགུན་འབུ་ der betyder "vinterorm, sommergræs") og på kinesisk dōng chóng xià cǎo (kinesisk: 冬蟲夏草, med samme betydning).
Svampen tager bopæl i sommerfuglelarver fra rodæder-familien (Hepialidae), særligt i slægter, der findes på det Tibetanske Plateau og i Himalaya i en højde på mellem 3.000 m og 5.000 m. Svampen spirer i den levende larve, hvilket slår den ihjel, hvorefter den bliver mumificeret. Fra den døde larve vokser herefter et opretstående 4-10 cm langt, mørkebrunt og stilkagtigt frugtlegeme.

## Taksonomi og systematik
Arten blev første gang videnskabeligt beskrevet af Miles Joseph Berkeley i 1843 som Sphaeria sinensis. Pier Andrea Saccardo overførte arten til slægten Cordyceps i 1878.  Den fik sit nuværende navn af G.H. Sung, J.M. Sung, Hywel-Jones & Spatafora 2007. Kinesisk snyltekølle indgår i slægten Ophiocordyceps og familien Ophiocordycipitaceae. Der er ikke registreret underarter.
Svampen var kendt som Cordyceps sinensis frem til 2007, hvor molekylære analyser blev brugt til at afgøre taksonomien for famlierne Cordycipitaceae og Clavicipitaceae, hvilket gjorde at man navngav en ny familie kaldet Ophiocordycipitaceae og overførte adskillige Cordyceps-arter, inklusive C. sinensis, til slægten Ophiocordyceps.

### Navne
I Tibet er kinesisk snyltekølle kendt som  དབྱར་རྩྭ་དགུན་འབུ་ (Wylie: dbyar rtswa dgun 'bu, ZYPY: 'yarza g̈unbu', Lhasa-dialekt: jɑ̀ːt͡sɑ kỹ̀pu, "sommergræs, vinterbille"). Der er kilder på dette navn helt tilbage til 1400-tallet, hvor den tibetanske læge Zurkhar Namnyi Dorje brugte det. I daglig tale på tibetansk bliver navnet ofte forkortet til blot "bu" eller "yartsa". Det tibetanske navn bliver translittereret til यार्चागुन्बू, yarshagumba, yarchagumba eller yarsagumba. I Bhutan omskrives det til yartsa guenboob. Den kendes som keera jhar, keeda jadi, keeda ghas eller ghaas fafoond på nepalesisk.
På kinesisk kendes kinesisk snyltekølle som dōng chóng xià cǎo (冬蟲夏草), der betyder "vinterorm, sommergræs", hvilket er en direkte oversættelse af det tibetanske navn. I traditionel kinesisk medicin bliver navnet ofte forkortet til chong cao (蟲草 "insektplante"), der er et navn som også bruges om andre Cordyceps-arter, som C. militaris. På japansk kendes den som tōchūkasō (冬虫夏草) skrevet med kanji. Nogle gange omtales arten i kinesiske engelsksprogede tekster som aweto, hvilket dog er maori-navnet for Ophiocordyceps robertsii, en anden art fra New Zealand.
På engelsk kaldes kinesisk snyltekølle for "vegetable caterpillar" (grøntsags-larve), hvilket er misvisende, da ingen plante er involveret.

## Økonomi og betydning
I Tibets landområder er yartsa gunbu blevet en vigtig indtægtskilde. Svampen bidrog med 40% af den årlige indkomst for lokale husholdninger og 8,5 % af områdets BNP i 2004. Priserne på kinesisk snyltekølle er steget kontinuerligt siden slutningen af 1990'erne. I 2008 blev 1 kilo handlet til omkring $3.000 (for den laveste kvalitet) og for over $18.000 (for den bedste kvalitet og største larver). Den årlige produktion på det Tibetanske Plateau blev i 2009 estimeret til at være 80–175 tons. Produktionen i Himalaya er muligvis ikke mere end nogle få tons.
I 2004 havde værdien af 1 kilo kinesisk snyltekølle en estimeret værdi på mellem 30.000 og 60.000 nepalesiske rupier og omkring 100.000 indiske rupier. I 2011 var prisen for et kilo kinesisk snyltekølle steget til mellem 350.000 og 450.000 nepalesiske rupier i Nepal. En artikel fra 2012 bragt af BBC angav, at en enkelt svamp havde en værdi på omkring 150 indiske rupier (ca. £2 eller $3) i nordindiske landsbyer, hvilket var mere end en dagsløn for en normal arbejder. I 2012 havde prisen på et halvt kilo af topkvalitet yartsa nået en markedspris på $50.000.
Prisen på kinesisk snyltekølle er steget dramatisk på det Tibetanske Plateau. Fra 1998 til 2008 er værdien steget omkring 900%, hvilket svarer til omkring 20 % om året (efter inflation). Dog er værdien på de største larver steget endnu voldsommere end for små Cordyceps, der betragtes som værende af dårligere kvalitet.
| År        | % Prisstigning         | Pris/kg (Yuan)  |
| --------- | ---------------------- | --------------- |
| 1980'erne |                        | 1.800           |
| 1997      | 467% (inkl. inflation) | 8.400           |
| 2004      | 429% (inkl. inflation) | 36.000          |
| 2005      |                        | 10.000–60.000   |
| 2013      |                        | 125.000–500.000 |

Som følge af den høje pris er konflikter mellem landsbyer omkring adgangen til indsamlingsarealer blevet et problem for lokalregeringerne, idet der har været adskillige rapporter om, at folk er blevet dræbt. I november 2011 dømte retten i Nepal 19 landsbyboere for mordet på en gruppe landmænd i en kamp om dette særligt værdifulde afrodisiakum. Syv landmænd blev dræbt i det fjerntliggende distrikt Manang i juni 2009 efter at være taget ud for at finde kinesisk snyltekølle.
Værdien på kinesisk snyltekølle spillede en rolle under den nepalesiske borgerkrig, hvor nepalesiske maoister og regeringstropper kæmpede om kontrollen med den lukrative eksporthandel i høstsæsonen juni-juli. Indsamling af kinesisk snyltekølle i Nepal blev først legaliseret i 2001, og efterspørgslen er nu størst i lande som Kina, Thailand, Vietnam, Korea og Japan. I 2002 havde den en værdi på 105.000 rupier ($1.435) per kilogram, hvilket gjorde det muligt for regeringen at opkræve en afgift på 20.000 rupier ($280) per kilogram.
Efterspørgslen og eftersøgningen af kinesisk snyltekølle bliver ofte betragtet som en trussel for naturen på Det Tibetanske Plateau. Selvom man har indsamlet den i området i århundreder og den stadig er almindelig i området, så er den nuværende efterspørgsel meget større end nogensinde før i historien.